# Paul Weigel (Statistiker)
Paul Weigel (geboren 8. Dezember 1873 in Grüna; gestorben 1. Juni 1929 in Oberhof) war ein deutscher Jurist und Statistiker.

## Leben
Nach dem Besuch der Grünaer Volksschule wechselte Paul Weigel auf das Gymnasium in Chemnitz, an dem er im Alter von 20 Jahren sein Abitur ablegte. Von Ostern 1894 bis 1897 studierte er Rechtswissenschaften an der Universität Leipzig, an der er zudem Vorlesungen über Volkswirtschaft und Statistik hörte. Schon vor seiner zweiten juristischen Staatsprüfung am 18. Oktober 1902 erhielt er am 1. Oktober desselben Jahres eine Anstellung als Ratsassessor der Stadt Leipzig. Am 1. Juni 1906 wurde er hervorgehobener Assessor Leipzigs mit dem Titel als Stadtamtmann. Neben seiner Tätigkeit als Volljurist widmete er sich sozialpolitischen Studien und übernahm nach dem Tod von Ernst Hasse dessen Nachfolge zum 1. Januar 1909 zunächst als provisorischer Leiter des Statistischen Amtes der Stadt Leipzig, bevor er zum 1. Oktober 1910 zu dessen Direktor ernannt wurde.
Neben seinen Aufgaben für die Stadt Leipzig betätigte sich Weigel schriftstellerisch auf verschiedenen Gebieten. Im Verband Deutscher Städtestatistiker war er die treibende Kraft für die Neuherausgabe des Statistischen Jahrbuchs deutscher Städte, für die er Mitherausgeber und insbesondere „für die schwierige Drucklegung des Werkes“ verantwortlich war. 1924 wurde er zum stellvertretenden, 1928 zum Vorsitzenden des Verbands gewählt.
Am 13. Mai 1929 leitete Paul Weigel die 37. Konferenz des Verbandes der deutschen Städtestatistiker in Köln und gab einen geschichtlichen Rückblick zum 50-jährigen Bestehen der Deutschen Städtestatistik. Keine drei Wochen später starb er im Alter von 55 Lebensjahren in Oberhof einen plötzlichen Unfalltod.

## Schriften (Auswahl)
Zu den größeren Schriften Weigels zählen:

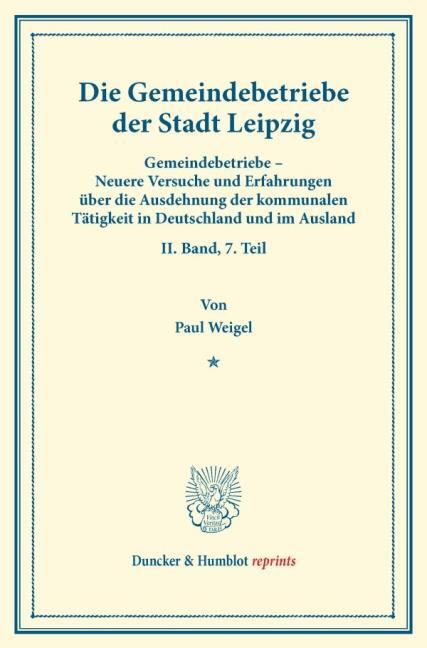
Die Gemeindebetriebe der Stadt Leipzig, Neudruck 2014 von Duncker & Humblot

- Die Gemeindebetriebe der Stadt Leipzig. Gemeindebetriebe – Neuere Versuche und Erfahrungen über die Ausdehnung der kommunalen Tätigkeit in Deutschland und im Ausland. (= Schriften des Vereins für Socialpolitik; Bd. 129, Teil 7), Bd. 2, 7. Teil, im Auftrag des Verbands für Socialpolitik hrsg. von Carl Johannes Fuchs, Berlin: Duncker & Humblot, 1909; als PDF-Dokument
- Die Indexziffern. In: Conrads Jahrbücher für Nationalökonomie und Statistik. Bd. 117, 1921.
- Die Indexziffern im Inland und im Ausland. In: Zeitschrift für gesamte Staatswissenschaft. 76. Jahrgang, 1921.
- Die Großstadt Leipzig. In: Paul Weigel (Schriftltg.): Leipzig, ein Blick in das Wesen und Werden einer deutschen Stadt. Festgabe der Stadt Leipzig. mit Holzschnitten von Walter Tiemann et al., Kantatedruck bei Poeschel & Trepte in Tiemann-Fraktur, Leipzig: Stadt Leipzig, 1913.
- Der Leipziger Verkehr im Jahre 1925. In: Leipziger Verkehr und Verkehrspolitik – Schriftenreihe des Rats-Verkehrsamtes Leipzig. 1926, Nummer 1, urn:nbn:de:bsz:14-db-id19019017696.
- 50 Jahre Konferenzen der deutschen Städtestatistiker. Ansprache des verstorbenen Vorsitzenden, Paul Weigel, Leipzig, an die 37. Konferenz des Verbandes der deutschen Städtestatistiker in Köln am 13. Mai 1929, in: Statistisches Jahrbuch deutscher Gemeinden, Bd. 25 [1930], S. 3ff.; Google-Books

Kleinere Abhandlungen (Auswahl):
- Der Wohlstandsindex des Dawes'schen Gutachtens
- Statistik und Verwaltung
- Messe und Statistik
- Die Gemeindestatistik
- Internationale Fremdenverkehrsstatistik
- Die sozialen Verhältnisse der Schulkinder
- Die Statistik der Kraftfahrzeuge